# Nabila al-Zubayr
Nabila Muhsin Ali al-Zubayr (sinh năm 1964) là một nhà thơ và tiểu thuyết gia người Yemen. Bà sinh ra tại làng al-Hagara thuộc vùng Haraz và theo học tại Đại học Sanaa, tốt nghiệp bằng cử nhân tâm lý học. Bà từng là cộng tác viên thường xuyên cho các tạp chí ở Yemen, bao gồm al-Thawra, al-'Uruba, al-Mithaq và al-Mar'a. Tập thơ đầu tiên của bà có tựa đề Mutawaliyat al-kidhba al-ra'i'a đã được xuất bản ở Damascus vào năm 1990. Bà đã xuất bản thêm nhiều tập thơ kể từ đó. 
Thơ của al-Zubayr đã được dịch sang tiếng Anh trong tạp chí Banipal và được đưa vào hợp tuyển năm 2008 với tựa đề Language for a New Century: Contemporary Poetry from the Middle East, Asia, and Beyond.